# Západní Evropa

Návrh Stálého výboru pro zeměpisná jména na vymezení západní Evropy

Západní Evropa je region prostírající se v západní části Evropy. Přestože je toto označení často používáno, neexistuje jeho jednoznačná definice.
V průběhu dějin se totiž vnímání pojmu „západní Evropa“ měnilo v závislosti na okolnostech. V antických dobách mezi 3. a 5. stoletím n. l. byla jakožto západní Evropa vnímána Západořímská říše, která spolu s Východořímskou říší představovala dva hlavní útvary rozprostírající se na území tehdejšího Římského impéria. Jejich rozpad v roce 476/480 a dlouhodobé náboženské rozkoly předznamenaly Velké schizma, které v 11. století rozdělilo evropské křesťanství na západní (katolický) proud a východní (pravoslavný, ortodoxní) proud. V širokém smyslu se tak „západní Evropa“ stala označením pro oblast západního křesťanství (uznávajícího papeže), tedy zahrnovala i Evropu severní, střední a jižní (bez Řecka).
Během novověku došlo v rámci této rozsáhlé oblasti ke zřetelné diferenciaci vývoje mezi dynamickými mocnostmi okolo Lamanšského průlivu (Anglie, Francie, Nizozemí), upadajícími středomořskými velmocemi, izolovanou a řídce osídlenou Skandinávií, rozdrobeným středem Evropy (Svatá říše římská) a nesourodými habsburskými državami. Lze tak od této doby definovat západní Evropu jako skupinu nejvyspělejších a nejbohatších zemí těžících ze silné centrální moci a přírodních a kulturních podmínek vhodných k obchodu a koloniálním výbojům (mírné klima, velká lidnatost, mnoho přirozených přístavišť s přístupem na volný oceán). V 19. století se pak v souvislosti s rozvojem velkoněmecké ideologie a konceptu Mitteleuropy („Střední Evropy“) pojetí západní Evropy komplementárně zúžilo na území západně od Německa (jak se mu zpravidla rozumí i dnes).
Po druhé světové válce se pojem přizpůsobil faktu vzniku Železné opony napříč Evropou, a během čtyř dekád tzv. studené války představovalo označení západní Evropa protiváhu vůči Východnímu bloku. V užším smyslu se jednalo o země jako první integrované do Evropských společenství (státy Beneluxu, Francie a Západní Německo), v širším pak všechny evropské země mimo Východní blok.
Po pádu železné opony a přeměně původní Západoevropské unie na Evropskou unii začala být pro Evropu uplatňována nová rozdělení, zejména z důvodu funkčního obnovení pojmu Střední Evropy. V tomto kontextu tvoří západní Evropu země Beneluxu, Francie, Irsko, Monako a Spojené království. Do klasifikace západní Evropy je též někdy zahrnováno Německo, Španělsko, Portugalsko a Itálie (a související ministáty), někdy rovněž alpské země (Rakousko, Švýcarsko a Lichtenštejnsko).
Oblast leží v mírném, oceánském podnebném pásu, v reliéfu převažuje úrodná nížina nebo pahorkatiny.

## Státy
Podle nejčastějšího pojetí tvoří region tyto státy:
| Stát               | Počet obyvatel (2019) | Rozloha (km²) | Hlavní město |
| ------------------ | --------------------- | ------------- | ------------ |
| Francie            | 66 990 000            | 643 801       | Paříž        |
| Spojené království | 66 650 000            | 242 495       | Londýn       |
| Nizozemsko         | 17 280 000            | 41 543        | Amsterdam    |
| Belgie             | 11 460 000            | 30 689        | Brusel       |
| Irsko              | 4 904 000             | 70 273        | Dublin       |
| Lucembursko        | 613 894               | 2 586         | Lucemburk    |
| Monako             | 38 000                | 2             | Monaco       |

## Společnost
Obyvatelstvo mluví románskými, germánskými a keltskými jazyky. Z hlediska náboženské vyznání tradičně převažuje křesťanství (katolíci a protestanti), které vyznává zhruba 70 % tamější populace, početné zastoupení zde ale má i islám, judaismus a další náboženství (třeba buddhismus, hinduismus nebo džinismus).
Politickým systémem států západní Evropy je zastupitelská demokracie. Z většiny se jedná o konstituční monarchie, pouze Francie a Irsko jsou republiky.

## Ekonomika
Z hlediska ekonomického systému je uplatňována regulovaná tržní ekonomika. V hospodářství převažují služby (terciární sektor) nad průmyslem a zemědělstvím. Jedná se o hospodářsky vyspělou oblast Evropy a jeden z nejvyspělejších regionů celého světa; hrubý domácí produkt západoevropských států je v rámci kontinentu nadprůměrný.
V Severním moři se nacházejí významná ložiska ropy a zemního plynu. Většina států západní Evropy je členskými zeměmi Evropské unie a eurozóny.